# Еден Блехер
Еден Блехер (27 листопада 1997) — ізраїльська синхронна плавчиня.
Учасниця Олімпійських Ігор 2020 року, де в змаганнях дуетів посіла 15-те місце.